# Вулиця Князя Мстислава Удатного
Вулиця Князя Мстисла́ва Уда́тного — вулиця у Галицькому районі міста Львова, в історичному центрі Львова. Сполучає проспект Чорновола з вулицею Підмурною, утворюючи перехрестя з вулицею Веселою. Прилучаються вулиці Лазнева та Вугільна.

## Історія та назва
У середині XIX століття мала назву Хасидим (неподалік була перша хасидська синагога у Львові «Бейт Хасидим»), від 1871 року — Старозаконна, за часів німецької окупації — Флюхґассе. У 1945 році повернена передвоєнна назва — вул. Старозаконна. Сучасна назва походить з 1950 року, на честь князя галицького Мстислава Удатного.
13—20 грудня 2020 року під час проведення Днів їдишу та міжкультурного діалогу у Львові обговорили питання збереження культурної спадщини, ревіталізації колишньої єврейської дільниці Краківського передмістя, порозуміння різних культур та їхнього діалогу. Зокрема, була озвучена пропозиція облаштувати в колишній єврейській дільниці рекреаційний простір, а саме, гармонізувати забудову та облаштувати на місці ринку «Добробут» парк, що міг би плавно перетікати в зелені зони на вулицях Сянській та Князя Мстислава Удатного.

## Забудова
В архітектурному ансамблі вулиці Князя Мстислава Удатного присутні класицизм та віденська сецесія. 
Ділянку, що обмежувалася будинками на вул. Божничій (нині — вулиця Сянська), 5 та вул. Старозаконній, 6 до 1941 року займав Бейт ГаМідраш або ж Мала передміська синагога. Також між цими вулицями розташовувалося ще дві синагоги, обернених одна до одної тильними сторонами — синагога «Матан БеСейтер» виходила фасадом на вул. Божничу (нині — вулиця Сянська), 7, а з іншого боку ділянки знаходилася синагога «Бейт Лехем» (знищена під час німецької окупації у 1941 році), що мала фасад на вул. Старозаконній, 8. Нині цих будинків не існує. Загалом, під час і після закінчення другої світової війни зруйновано значну частину будинків на вулиці. 
Під № 2 за польських часів працювала пекарня Ляндеса, під № 3 перукарня Аґіда. За Польщі в будинку № 4 була гуртівня солі Брюка, нині цих будинків не існує, в будинку № 5 — єшива «Тора Ор», а також пекарня Кікена, у 1950-х роках — бляхарська майстерня артілі Побутовець (нині тут продовольчий магазин «Дукат» та агенція нерухомості «Карат»). У житловому будинку № 7 у 1950—1960-х роках містилася майстерня з ремонту штор, тепер тут львівське комунальне підприємство «Центральне». Під № 10 за польських часів працювала пекарня Фліґельмана та діяла синагога пекарів «Бейт Лехем», збудована у 1912 році, нині цього будинку не існує. У чотириповерховій кам'яниці під № 15 до 1939 року була медоварня Лошкеса, тепер тут офіс ГО «Комітет громадського контролю». На торцевій стіні будинку № 15 розмістять мурал, присвячений ізраїльському поету Нафталі Герцу Імберу, який народився у місті Золочів на Львівщині. Вірш поета «Наша надія» (Га-Тіква) став текстом гімну держави Ізраїль .